# Odontocolon bicolor
Odontocolon bicolor là một loài tò vò trong họ Ichneumonidae.